# Vinik Sports Group
Vinik Sports Group, tidigare Tampa Bay Sports and Entertainment, är ett amerikanskt privatägt aktiebolag som äger och driver ishockeylaget Tampa Bay Lightning i NHL samt förvaltar leasing- och drifträttigheterna till inomhusarenan Amalie Arena. Företaget kontrolleras av affärsmannen Jeff Vinik.
I februari 2020 bytte företaget namn till det nuvarande.

## Tillgångar
- Tampa Bay Lightning
- Amalie Arena (leasing- och drifträttigheter)